# Dichromodes loxotropha
Dichromodes loxotropha är en fjärilsart som beskrevs av Turner 1943. Dichromodes loxotropha ingår i släktet Dichromodes och familjen mätare. Inga underarter finns listade i Catalogue of Life.